# ジョンソン・アグイイ＝イロンシ
ジョンソン・トマス・ウムナクウェ・アグクイ＝イロンシ（Johnson Thomas Umunnakwe Aguiyi-Ironsi、1924年3月3日 - 1966年7月29日）は、ナイジェリアの軍人、政治家。
イボ族出身の将校で、ナイジェリア独立後は国軍最高司令官に就任した。コンゴ動乱の際には、国連軍に参加するなど有能な人物であった。

## 来歴
ナイジェリアは独立後、地域間の対立が激化し、政治の腐敗も深刻であった。1966年1月15日、政府の腐敗に怒ったチュクウマ・ヌゼオグ、エマヌエル・イフェアジュアナ、デイビッド・オカフォル少佐らがクーデターを起こし、北部州政府首相アフマド・ベロ、連邦首相アブバカール・タファワ・バレワ、西部州首相サミュエル・アキントラが殺害された。
しかし、イロンシ将軍は逮捕をまぬがれて1月16日に全権を委任され、クーデターを鎮圧した。イロンシ将軍は軍事政権を樹立し、中央集権的な体制を構築していく。｢最高軍事評議会｣を設置して国家元首に就任し、東部州軍政官にチュクエメカ・オジュク中佐、北部州軍政官にハッサン・カチナ中佐らを任命した。
イロンシの中央集権的統治は、それまでの連邦制による地域政治家の権益を冒すことになり、不満が蓄積した。イロンシをはじめイボ族への反感が高まり、民族衝突が激化した。1966年7月28日、北部出身のヤクブ・ゴウォン中佐がクーデターを起こし、翌日イロンシは視察旅行先のイバダンで殺害された。
このクーデターで北部人による東部のイボ族迫害・虐殺が強化され、ビアフラ紛争のきっかけとなった。イロンシに任命されたオジュクは、ビアフラ独立運動の指導者となっている。
| 公職                        | 公職                                     | 公職                  |
| --------------------------- | ---------------------------------------- | --------------------- |
| 先代 ンナムディ・アジキウェ | ナイジェリア連邦共和国大統領 第2代：1966 | 次代 ヤクブ・ゴウォン |